# Новогрудок
Новогру́док, Новгоро́док, Но́вгород-Лито́вський (біл. Навагру́дак, Нава́градак, Новагародак; пол. Nowogródek; лит. Naugardukas) — місто в Гродненській області Білорусі.
Історія міста тісно пов'язана з історією Литовсько-Руської держави й України. Перша столиця Литовської держави від 1240 року. У Новогрудку розташовувалася резиденція митрополитів Київських, Галицьких і всієї Руси.

## Заснування міста
За археологічними даними, Новогрудок засновано в XI ст., але історичні відомості про нього є лише з XIII ст. Легенди кажуть, що Новогрудок засновано в 1044 р. під час походу київського князя Ярослава Мудрого на литовські племена. У новгородському літописі сказано, що в 1044 р. «ходи Ярослав на Литву, а на весну заложи Новгород…»
В XI–XII ст. Новогрудок, як і більшість інших дреговицьких земель, входив до складу Київської Русі — Турівського князівства. Приналежність Новогрудка до Турово-Пінської землі підтверджує й перше письмове згадування новогрудців, які діють разом з ополченнями Пінська й Турова в 1228 р. Цей похід був спрямований на Кам'янець — володіння волинського князя Данила Романовича. Ініціатива належала пінському князеві Ростиславові, який мстився Данилові за захоплених у полон дітей. Ростислава підтримали Володимир Київський і Михайло Чернігівський.
Пізніше існувало окреме Новогрудське князівство. Цікаво, що в описі походу русько-татарських військ на Новогрудок у 1275 р. Поліссям називається саме Новогрудське князівство або його частина.
Новгород-Литовська земля за княжих часів називалася також Чорна Русь.

## Між Литвою та Руссю-Україною
Після періоду міжусобиць, у Литві затвердилася одноосібна влада князя Міндовґа. У 1240-х рр. Новогрудок опиняється під владою литовських князів. 1249 р. Данило Романович вже згадує про Новогрудок як володіння Литви.
Урегулювання взаємин між Литвою та Руссю-Україною (Волинню) після підпорядкування Новогрудка Литві відбулося напередодні Ярославської битви (17 серпня 1245). Готуючись до вирішальної сутички з Ростиславом Михайловичем, Романовичі просили про допомогу Конрада Мазовецького та Міндовґа. Однак спілка з Литвою не принесла Романовичам тої користі, на яку вони сподівалися (на битву литовці спізнилися).
Узимку 1248–1249 років здійснено спільний похід на ятвягів Данила та Василька Романовичів і польських князів, що остаточно розірвало мир Галицько-Волинського князівства з Литвою. Після чого відбулось ряд походів та воєн за володіння Новогрудком.
Війна між Данилом та Міндовґом закінчилася миром 1254 р. Відповідно до мирного договору  Новогрудок і всі підвладні йому міста (Слонім, Волковиськ й ін.) були дані Роману Даниловичу від Міндовґа як верховного правителя і від його сина Войшелка Міндовґовича, як безпосереднього правителя. Дослідники стверджують, що це дарування ставило Романа у васальну залежність від Міндовґа.
Узимку 1254–1255 року Данило здійснив похід на ятвягів. У ньому брав участь князь Роман Данилович з новогрудцями. Похід закінчився перемогою Данила й накладенням данини на ятвягів.
1258 року татарський воєвода Бурундай змусив князя Данила взяти участь у поході на Литву. Данило вхилявся, знаючи, чим це загрожує його синові й мирному договорові 1254 р. Не маючи можливості стати проти вимоги татар, замість себе він послав свого брата Василька. Як тільки Василько почав воєнні дії проти Литви, Роман опинився заручником у руках Войшелка й Товтивіла, що керували обороною литовських володінь.
Розорення Литви татарами за участю Романовичів звело нанівець порівняно гарні відносини між Литвою й Волинню після мирного договору 1254 р. Частину ятвязьких земель, що раніше підпорядковувалися Данилові, 7 серпня 1259 р. Міндовґ передав Тевтонському орденові, а іншу частину забрав собі. Одразу після усунення Романа Даниловича Новогрудок повернувся до рук литовського князя Войшелка.
Галицько-Волинські князі, до кінця XIII ст. намагалися повернути Новогрудок. Однак вони були невдалі. Так, узимку 1277–1278 р. під час походу галицько-волинських князів на Литву пруські колоністи виступили на боці Литовській державі. Локальні сутички продовжувалися й у 1290-х рр.
З початку XVI ст. Новогрудська земля міцно закріплюється за Литвою. Литва часів Гедиміна починає наступ на Волинь, поступово відсуваючи територіальні суперечки далеко на південь від своїх кордонів.
Сиґізмундом I Старим місту Новогрудку від 26 липня 1511 було надано привілей на маґдебурзьке право.

## Столиця Литви
За князя Міндовґа (1230–1263) Литва включила в себе Чорну Русь, головне місто якої Новгород-Литовський (Новогрудок). Саме Новогрудок уважається першею столицею Великого князівства Литовського.
У роки правління в Литві колишнього новогрудського князя Войшелка (1264–1267 рр.) Новогрудок стає резиденцією субмонарха й спадкоємця трону Шварна Даниловича.
Зростаючи й далі за рахунок західних руських (українських) земель, Литва переймала їх більш високу культуру й досвід політичної організації. Це обумовило зближення литовської й руської знаті, які переходили в православну віру, переймали місцеву мову, побут та звичаї. В кінці 1350-х рр. Ольгерд зайняв Брянськ і просунувся на сіверські землі.
1362 року, після битви біля Синюхи новий Київський князь — син Ольгерда — добровільно визнав владу Литви. Поповнені киянами литовські війська того ж року зайняли Переяславщину, на Правобережжі розбили невеликі орди подільських татар, які підтримували Польщу в її протистоянні з Литвою, і зайняли Поділля.

## Столиця Київських митрополитів
На початку XIV століття більшість українських земель, у тому числі й Київ, увійшли до складу Литовсько-Руської держави. У той же час, 1300 року тодішній київський митрополит Максим (грек за походженням) переїхав з Києва до Владимира-на-Клязьмі — столиці підтримуваного татарами Великого князівства Владимиро-Суздальського (при цьому залишивши за собою титул митрополита Київського), і, таким чином, офіційно здійснив те, що до нього неофіційно практикували деякі його попередники. Перенесення митрополичої катедри викликало великі ускладнення в житті православних на Литовсько-Руських землях.
Наприкінці 1316 — початку 1317 рр. Новгородок тимчасово став центром православної Литовсько-Руської митрополії[джерело?].
15 листопада 1415 року, за підтримки Великого князя Литовського Вітовта, у Новгородку було скликано великий православний Собор. У Новгородоцькому соборі взяли участь: Полоцький, Чернігівський, Луцький, Володимирський, Смоленський і Туровський єпископи з Литви; Перемиський та Холмський — з Галичини; священики та багато князів, бояр та української шляхти. Собор висвятив на митрополита Григорія Цамблака.
1458 року — після фактичного відокремлення Московської митрополії Новгородок став резиденцією митрополита Київського, Галицького та всієї Руси Григорія II Болгариновича. Литовська митрополія припинила своє існування, увійшовши до складу Київської митрополії. Досить довгий час був резиденцією митрополитів Київських, Галицьких та всієї Руси.

## Відомі люди
- Лиховид В'ячеслав Максимович — український композитор;
- Ян Булгак — відомий білоруський і польський фотограф,
- Михайло Рагоза — митрополит УГКЦ, помер у місті.
- Гончаренко Василь Володимирович (1972—2014) — старший сержант Збройних сил України, учасник російсько-української війни.

## Пам'ятки архітектури
- Залишки Новогрудського замку. XIII–XVII ст. В середині замку знаходяться рештки церкви Різдва Богородиці (заснована у XIV ст.)
- Фарний Преображенський костел. 1714–1723 рр., т. зв. «сарматське бароко». Зведений на місці готичного костелу 1395 р., закладеного Вітовтом. Від попереднього храму залишились три готичні бічні каплиці XV ст.
- Архангельський костел колишнього дамініканського монастиря. 1724 р., бароко.
- Дерев'яна мечеть 1855 р.
- Борисоглібська церква. 1519 р., готика. На місці храму XII ст. У 1630-і рр. доданий нартекс з двома вежами.
- Залишки францисканського монастиря. XVIII ст. Миколаївська церква. 1780-і рр. — колишній костел, бароко.
- Торгові ряди. 1812 р., класицизм.
- Будинок-музей Адама Міцкевича.

## Галерея

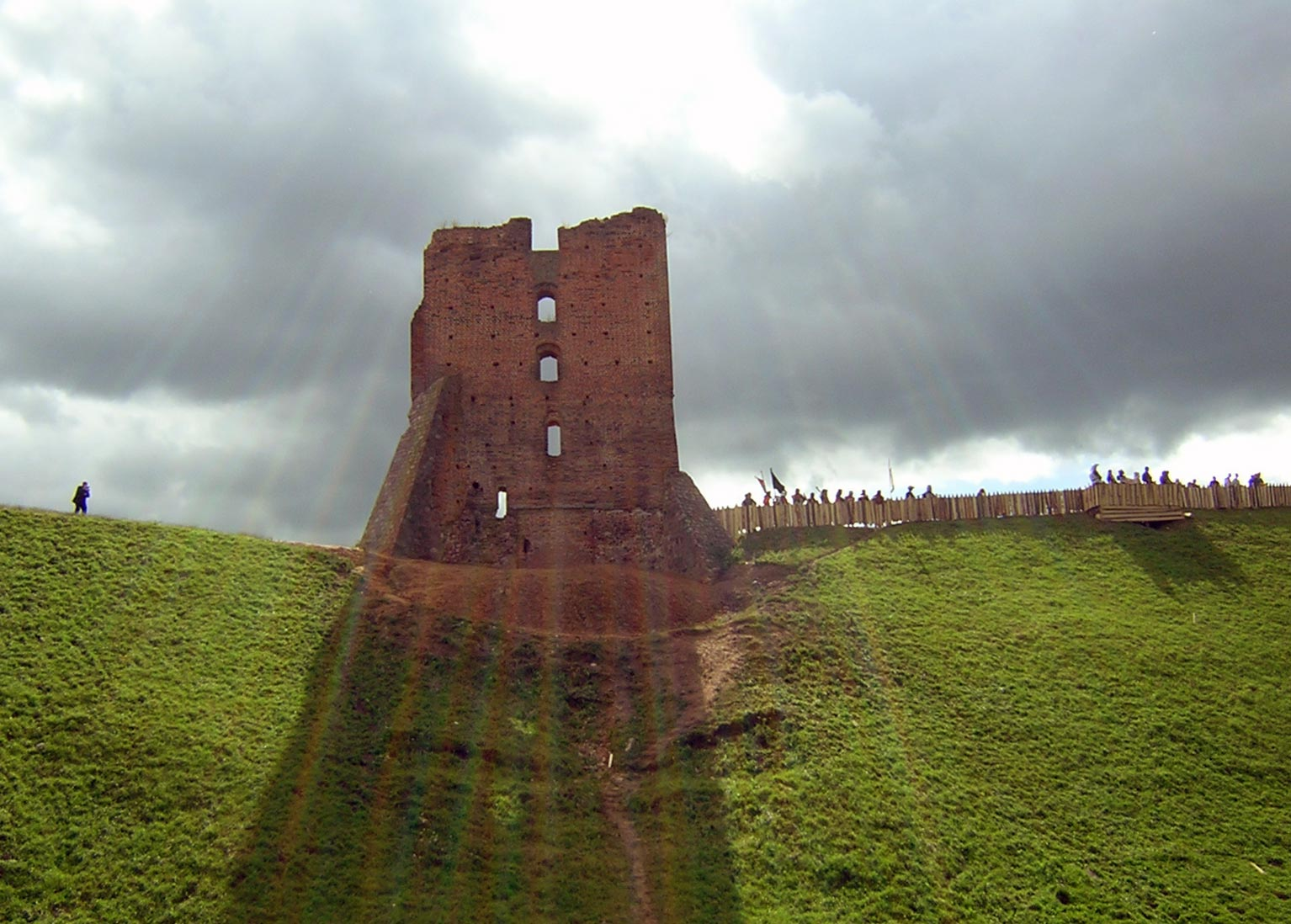
Руїни замку
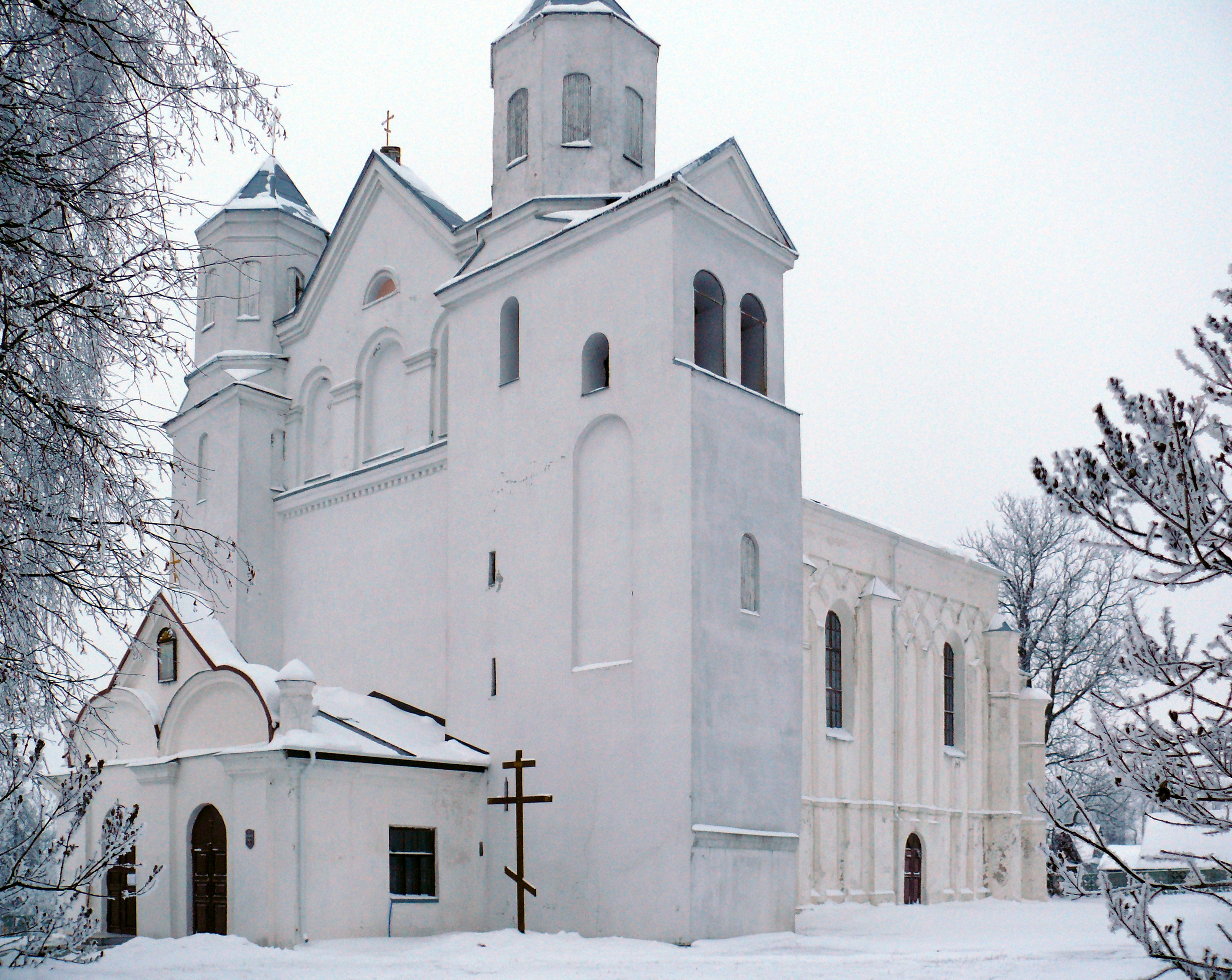
Борисоглібська церква. XVI - XVII ст.
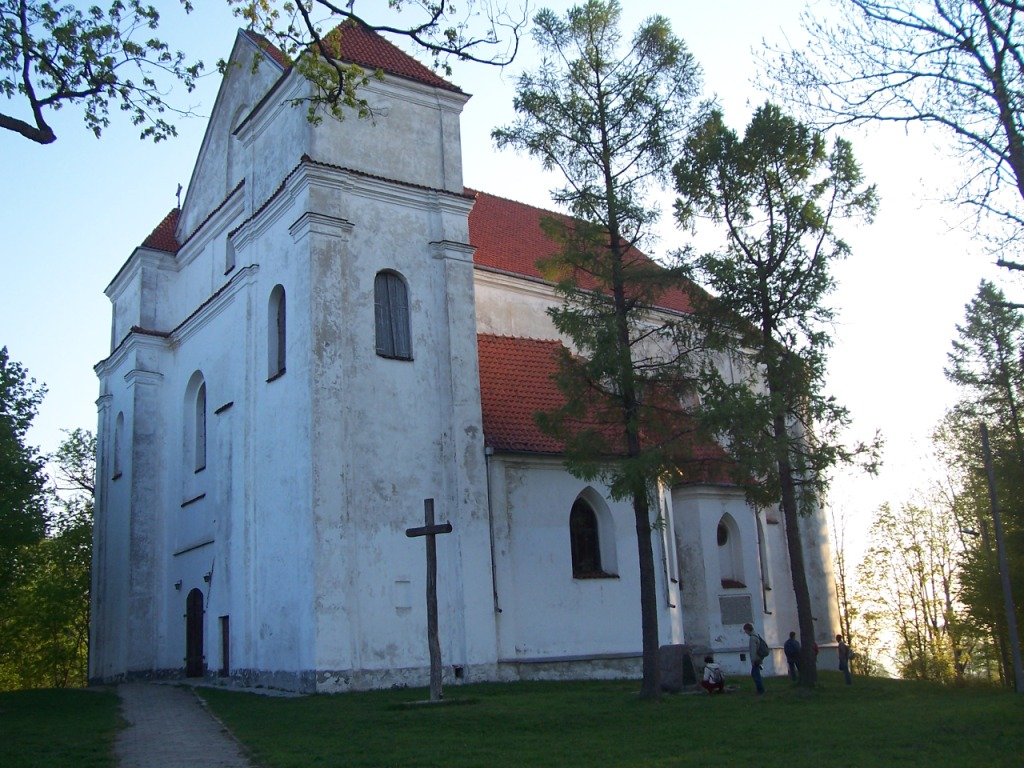
Фарний костел. XV - XVIII ст.
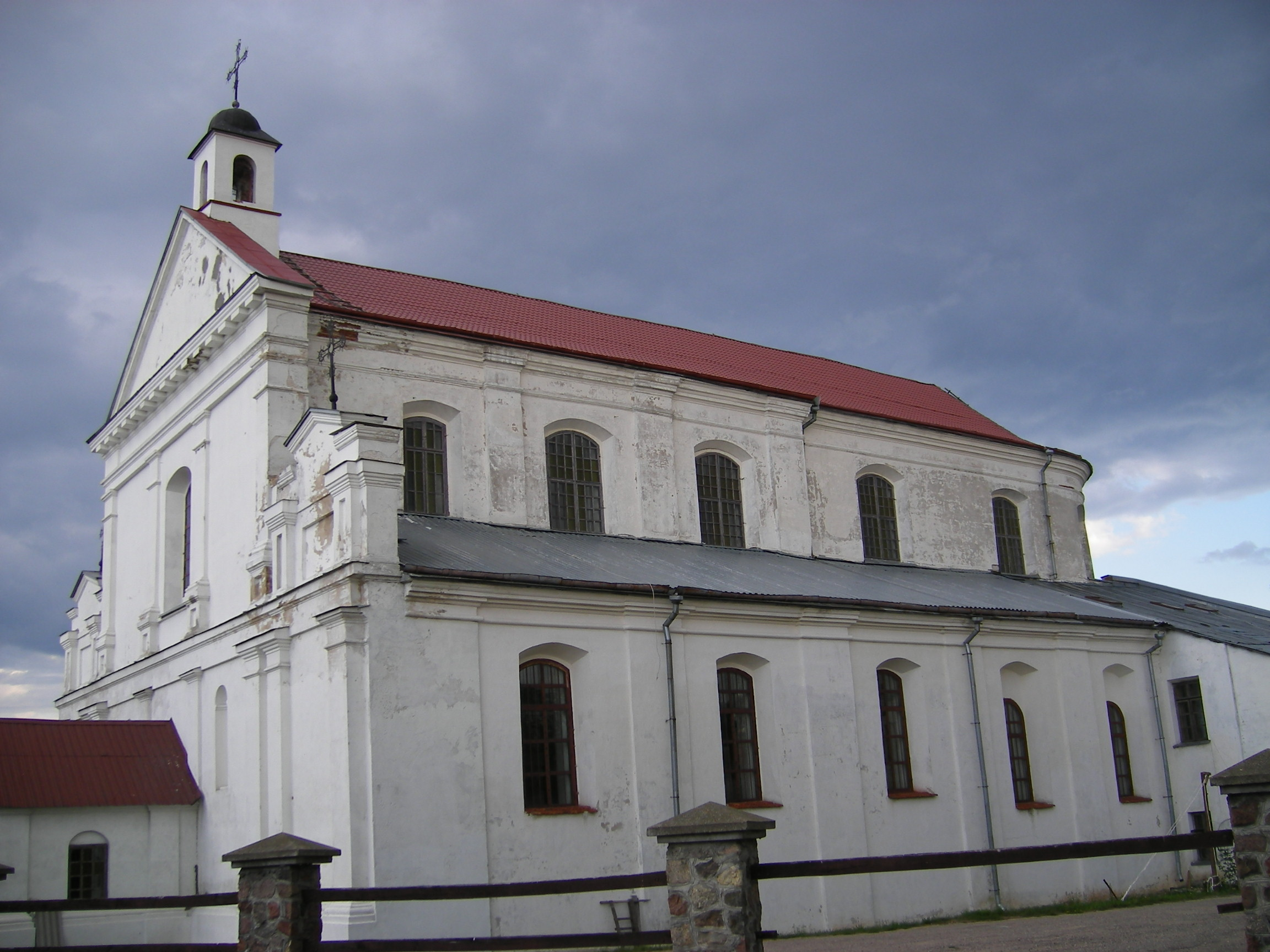
Архангельський костел. 1724 р.
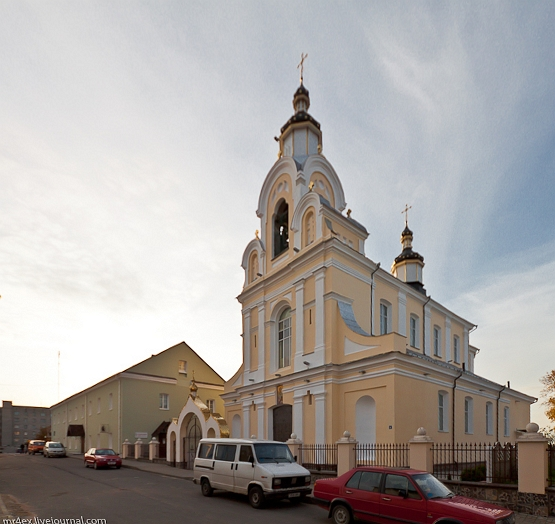
Миколаївська церква. 1780-і рр.
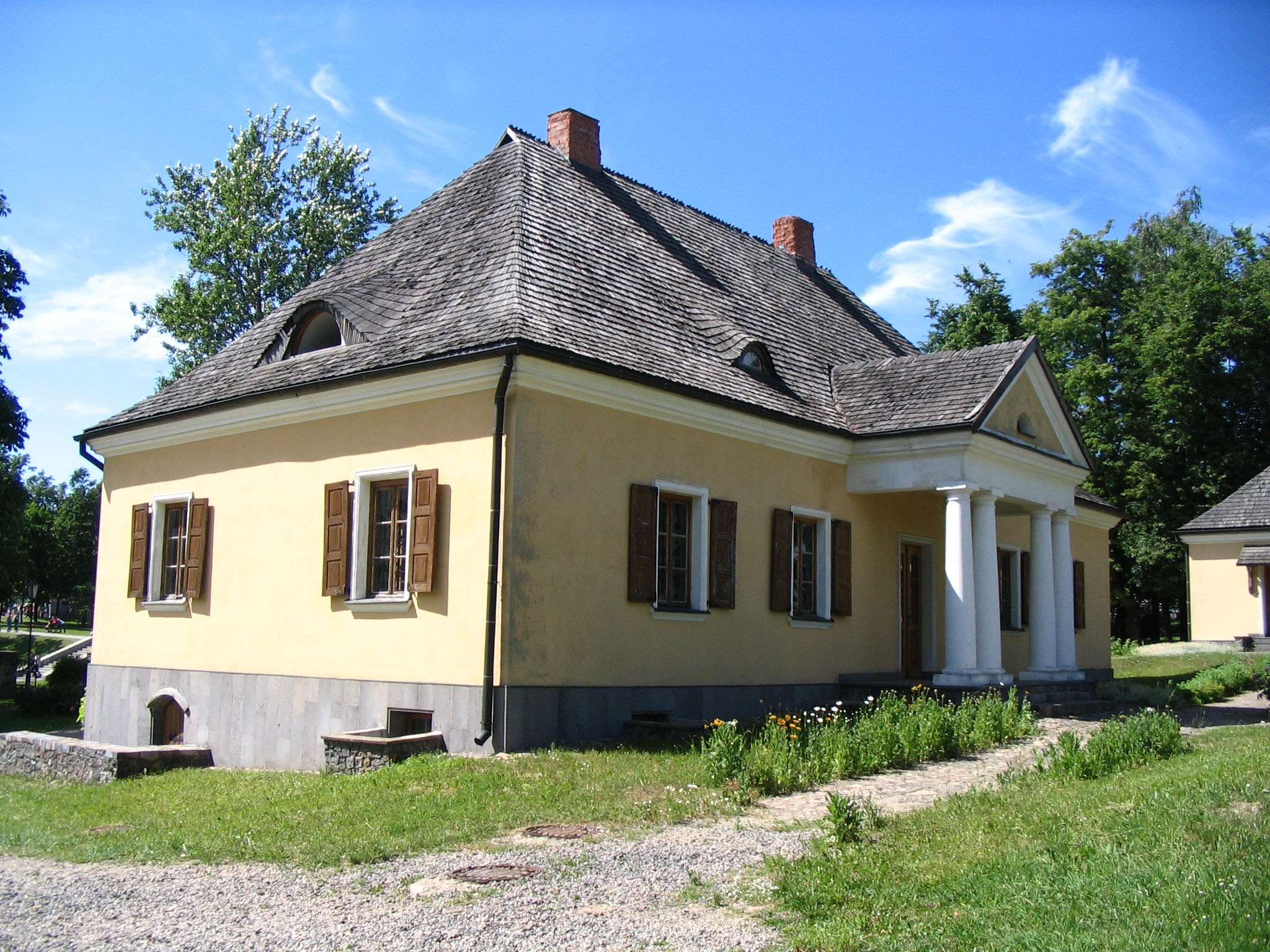
Будинок-музей Адама Міцкевича
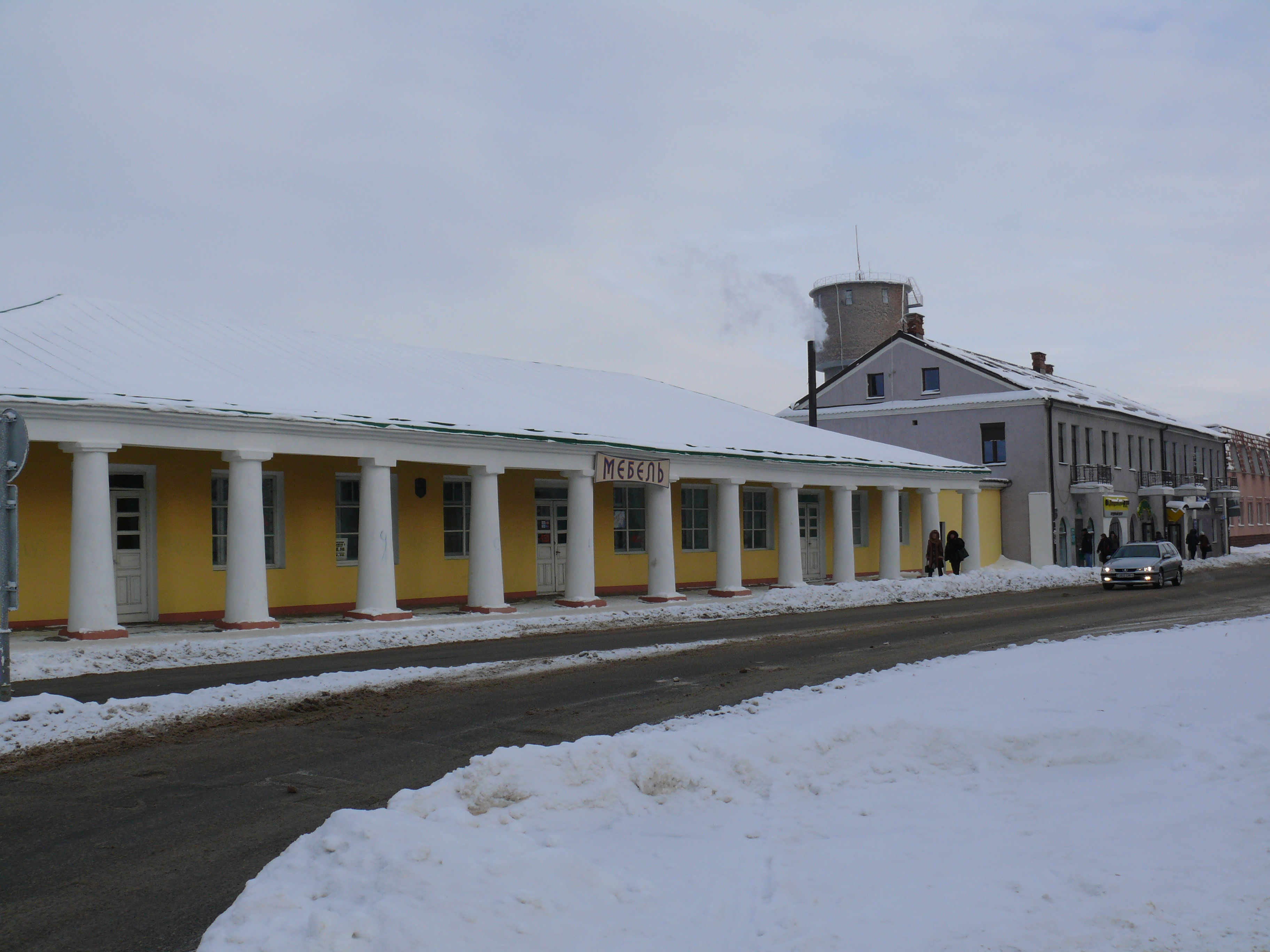
Торгові ряди. 1812 р.
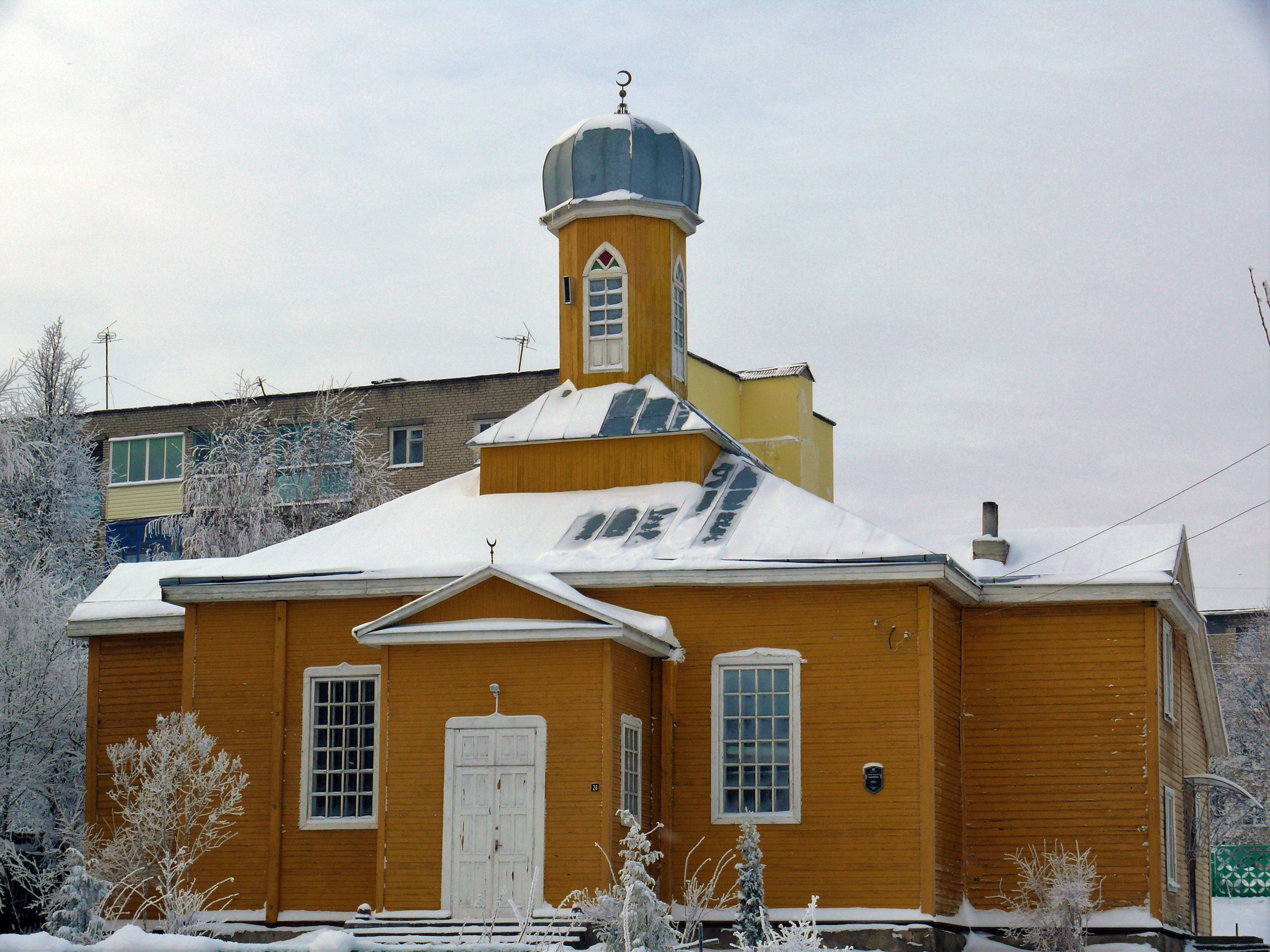
Мечеть, 1855 р.